# Halacritus
Halacritus — род жуков-карапузиков из подсемейства Abraeinae.

## Описание
Передние голени заметно расширены, их наружный край с шипиками. Тело четырёхугольно-овальной формы.

## Виды
Некоторые виды рода:
- Halacritus glabrus Wenzel, 1944
- Halacritus lividus (Lea, 1925)
- Halacritus punctum (Aubé, 1843)